# سیمارون هیلز (کلرادو)
سیمارون هیلز (به انگلیسی: Cimarron Hills) یک منطقهٔ مسکونی در ایالات متحده آمریکا است که در شهرستان ال پاسو، کلرادو واقع شده‌است. سیمارون هیلز ۱۵٫۸ کیلومتر مربع مساحت و ۱۶٬۱۶۱ نفر جمعیت دارد و ۱٬۹۶۵ متر بالاتر از سطح دریا واقع شده‌است.